# 达尔木寺
达尔木寺，又译“达摩寺”，位于西藏自治区那曲地区比如县茶曲乡，是一座藏传佛教格鲁派寺院。

## 简介
从茶曲沿那曲河步行约30分钟，即可到达尔木寺。寺内主供释迦牟尼、班丹拉姆。班丹拉姆有善恶两副面孔，善像温柔美丽，恶像青面獠牙。
21世纪初，达尔木寺是有30名僧人的小型寺院，由一座经堂、佛塔、天葬台等组成。天葬台位于该寺附近山坡上，坐北朝南，大门朝西对着达尔木寺。北侧有三间房屋，房内西侧分别有一座尼泊尔式佛塔。门窗前挂有五彩经幡。三面是高约两米的围墙形成的院落，面积20多平方米，南面靠西的半边墙，是用约200多个人头骨垒成。凡在此天葬的人，头骨都被保留在此。
比如县境内的恰日寺、曲德寺、贡萨寺、帕拉金塔、白嘎寺、桑达寺、达尔木寺、热登寺、比如寺、卓那寺、热钦寺均是比如县文物保护单位。